# آخرین آواز
آخرین آواز (انگلیسی: The Last Song) فیلمی در ژانر رمانتیک و درام به کارگردانی جولی آن رابینسون است که از سوی تاچ‌استون پیکچرز در ۳۱ مارس ۲۰۱۰ منتشر شد.

## بازیگران
- مایلی سایرس
- گرگ کینر
- لیام همسورث
- کلی پرستون
- کیت ورنن
- نیک سیرسی
- بابی کولمن
- کارلی چایکین
- ردا گریفیس